# Febbre quartana
La febbre quartana è una forma atipica di febbre intermittente che si verifica ogni quattro giorni e si mostra in alcune malattie tropicali come la malaria.
Si riscontra una febbre improvvisa e alta (intorno ai 40°) accompagnata a periodi di brivido intenso. La crisi febbrile corrisponde alla rottura dei globuli rossi invasi dal plasmodio che si riproduce al loro interno.

## Febbre quartana doppia
La tipologia doppia indica una variante della malaria, quando essa è causata da una contemporanea infezione da due specie differenti del genere Plasmodium che comportavano episodi febbrili diversi. In tale manifestazione la febbre compare per due giorni consecutivi poi cessa per un giorno e riprende continuando il ciclo.